# La Esfinge
La Esfinge ('De Sphinx'), ook Torre de Parón genoemd, is een 5325 meter hoge granieten berg in de Paronvallei, in de Cordillera Blanca in de regio Áncash in Peru. De oostwand is bijzonder steil met een hoogte van 900 meter. 